# Шамлы (Габалинский район)
Шамлы (азерб. Şamlı) — село в Габалинском районе Азербайджана.

## География
Располагается к юго-западу от Габалы. Ближайшее соседнее село — Гаджаллы.

## История
Происхождение названия Шамлу связывается с огузскими племенами афшар и бейдилли. Также имеется версия о том, что во времена арабского владычества село именовалось Араб-Шамлы и было основано выходцами из города Шам (Сирия). И.П. Петрушевский отмечает кызылбашское племя арабгирлу-шамлу.
В окрестностях Шамлы была найдена сделанная из глины античная женская статуэтка, относящаяся к I веку до н. э.- I веку н. э.

## Население
В Кавказском календаре за 1856 год Шамлы Куткашинского магала указывалось «татарским» (азербайджанским), разговорный язык обозначался «татарским» (азербайджанским), а по религии жители являлись мусульманами-шиитами.
В статистических данных 1910 года, указывается селение Шамлы (11 дымов, 32 мужчины и 27 женщин). Жители обозначаются как «татары» (азербайджанцы).
По материалам издания «Административное деление АССР», подготовленного в 1933 году Управлением народно-хозяйственным учётом АССР (АзНХУ), по состоянию на 1 января 1933 года в Шамлы насчитывалось 46 жителей (11 хозяйств, 23 мужчины и 23 женщины). Национальный состав Гаджаллинского сельсовета Куткашенского района Азербайджанской ССР, в который входило село Шамлы, на 83,8 % состоял из тюрок (азербайджанцев).
По данным конца 1980-х годов в селе Шамлы проживал 261 житель. Имелась библиотека. 
Население занималось выращиванием зерновых, табаководством, животноводством.